# Coxabe (Gurpenar)
Coxabe (Hoşab; em curdo: Xoşabê) ou Coxape (Hoşap) é o nome histórico de um bairro do município e distrito de Gurpenar, na província de Vã, Turquia. Seu nome atual é Guzelsu. Sua população é de 1 256 habitantes segundo censo de 2022. O nome curdo (Coxape) e o nome turco (Guzelsu) são ambos traduzidos como "água bonita", referindo-se ao rio Coxape em cujas margens o bairro está situado.

## Descrição
Localizada no terreno plano ao norte do rochedo sobre o qual se ergueu o Castelo de Coxape, Guzelsu é cercada por um muro de tijolos de barro, muito erodido atualmente. Casas com telhado plano e estábulos feitos de tijolos de barro estão preenchendo uma depressão baixa entre o monte do castelo e o muro de tijolos de barro, enquanto a nova vila está situada na margem oposta do rio ao longo da Rodovia Vã-Cacari (D.975). Uma ponte histórica de 32 metros de comprimento, seis de largura e cinco de altura atravessa o Coxape, fornecendo acesso ao castelo. Ela apresenta três arcos pontiagudos e um vão principal ladeado por dois menores. É feita inteiramente de pedra branca cortada, enquanto sua fachada a jusante é adornada com fileiras alternadas de pedras pretas e brancas. Duas placas de fundação, que são colocadas entre os arcos, são emolduradas com mucarnas esculpidas e motivos florais e protegidas com beirados de pedra. Eles são de 1671 e foram escritos numa mistura de turco, persa e árabe em homenagem ao construtor da ponte, Zeinel Bei, o chefe da tribo dos mamuditas local que governava Coxabe sob o domínio otomano naquela época.